# CIPHER
『CIPHER』（サイファ）は、成田美名子による漫画。『LaLa』（白泉社）に1985年2月号から1990年12月号にかけて連載された。単行本は全12巻。1980年代のアメリカを舞台にした少女漫画。美術学校に通う少女と、その少女に秘密を知られた双子の俳優を中心とした作品。彼らの"二人一役"のきっかけや、双子と彼らを取り巻く人々の葛藤と自立・再生を丁寧に、細やかに綴る。
続編に大学進学後のアレクサンドラを主人公とした『ALEXANDRITE』がある。

## 執筆の経緯
前作『エイリアン通り』の大ヒット（500万部）で人気作家となった成田であったが、ある時、『エイリアン通り』の単行本を棺に入れて欲しいとの遺言を残して自殺したいじめの犠牲者がいたことを知り、どんなに辛い目にあっても生き続ければ、いつか報われる時が来るとのメッセージを込めた作品の執筆を決意したという。本作の主人公たちが作者の他の作品に比して過酷な状況に置かれるのも、こうした執筆意図の故であると成田は述懐している。

## あらすじ
ニューヨークの美術学校に通うアニスは、同じ学校に通うプロ俳優兼モデルのシヴァが双子の弟サイファと交互に学校へ来ていることに気付いた。アニスは周囲を欺く双子の真意を突き止めるため、双子の家に泊まりこみ勝負を挑んだ。その勝負とは「2週間で双子の見分けがつくようになるか？」というもので、アニスが勝てば双子が真相を話し、負ければ今後一切詮索してはならないというものであった。2週間の同居生活でアニスは双子の見分けがつくようになっていたが、双子が自ら話してくれるようになるまで待ちたいという思いからわざと勝負に負けた。しかしこの勝負が縁で、アニスはやがて弟のサイファとつき合うようになり、一方、兄のシヴァは、街で声をかけてきた女優の卵のディーナに次第に惹かれるようになっていった。
その後も双子の「二人一役」は相変わらず続いていたが、サイファとディーナが一緒の仕事をすることを知ったシヴァは、ドラマの役を譲ってほしいと弟に頼み込んだ。だが、サイファはシヴァの気持ちを知りつつも、役者としてのプロ意識から仕事を譲る決心がつかなかった。双子の入れ替わりを知らないディーナは、仕事の現場でサイファを「シヴァ」と慕い続け、良心の呵責とディーナへの思慕から、早くすべてを打ち明けてしまいたいシヴァをサイファは「この仕事が終わるまで」「そうしたら二人は晴れて恋人同士だ」と必死になって止めた。この仕事を最後に、サイファはすべてを隠したまま「シヴァ」名義の仕事を引退するつもりだったのだ。
その間、ディーナは仕事の現場とプライベートで接するシヴァの人格が微妙に違うことに次第に違和感と不安を感じ始め、とうとうドラマのスタッフたちがいる前でシヴァを演じるサイファに「あなたが好きだ」と告げる。シヴァ本人でないサイファは返事を保留するが…。

## 登場人物
アニス・マーフィ
主人公。ニューヨーク市内の美術学校に通う奔放な少女。
シヴァが双子の弟と交互に学校へ来ていることに気付く。
額に小さなほくろがある。
サイファ
双子の兄シヴァと一日交代で「シヴァ」を演じ、学校に通っている。
ポーカーフェイスが出来ず感情が表に出やすい。
サイファは芸名で由来はインド語の0から、本名はロイ・ラング。
シヴァ
双子の弟サイファと一日交代で学校に通っている。
サイファよりクールで計画的。
サイファに対して長年コンプレックスのようなものを持っていた。
シヴァは芸名で由来は神のシヴァから、本名はジェイク・ラング。
アレクサンドラ・レヴァイン
スタイベサント高等学校（実在する）出身。
モデルの仕事でシヴァと知り合う。れっきとした男性であるが、女性名のうえ外見も美女であるため傷つくことが多い。アレックスやアレク等と呼ばれ、中にはわざとサンドラと呼ぶ者もいる。
柔道と空手は黒帯の腕前だが、公園で花を摘む乙女な部分ももつ。
続編『ALEXANDRITE』の主人公。
ハル
サイファのロサンゼルスでの同居人。
日本人の父とイギリス人の母を持つハーフで弟と妹もいる。本名は竹下春臣。
かなりシャイなのでサングラスと奔放な口調でごまかしている。
UCLAの生徒で建築を専攻しているがコンピュータにも精通しており、誤ってハッキングしFBIに捕まりかけたことがある。
ディーナ・ジャクソン
サイファがシヴァ名義での最後の仕事で共演した女優。
ゴスペルで鍛えたのどはかなりの声量をもち、その歌声はハーレムの住人に人気がある。
仕事をしているうちにシヴァに好意を持つようになるが、「シヴァ」として仕事をしているサイファが自分の知ってるシヴァと同一人物なのか疑問を持っていた（ディーナの母親は二度目に家に来た時に見抜いていた）。

## 書誌情報
- 成田美名子 『CIPHER』 白泉社〈花とゆめコミックス〉、全12巻
  1. 1985年7月25日発売、ISBN 978-4-592-11821-3
  2. 1985年12月25日発売、ISBN 978-4-592-11822-0
  3. 1986年7月25日発売、ISBN 978-4-592-11823-7
  4. 1986年11月25日発売、ISBN 978-4-592-11824-4
  5. 1987年4月25日発売、ISBN 978-4-592-11825-1
  6. 1987年11月25日発売、ISBN 978-4-592-11826-8
  7. 1988年4月25日発売、ISBN 978-4-592-11827-5
  8. 1988年11月25日発売、ISBN 978-4-592-11828-2
  9. 1989年5月25日発売、ISBN 978-4-592-11829-9
  10. 1989年11月25日発売、ISBN 978-4-592-11830-5
  11. 1990年6月25日発売、ISBN 978-4-592-12141-1
  12. 1990年12月25日発売、ISBN 978-4-592-12142-8

- 成田美名子 『CIPHER』 白泉社〈白泉社文庫〉、全7巻
  1. 1997年3月14日発売、ISBN 978-4-592-88261-9
  2. 1997年3月14日発売、ISBN 978-4-592-88262-6
  3. 1997年3月14日発売、ISBN 978-4-592-88263-3
  4. 1997年6月13日発売、ISBN 978-4-592-88264-0
  5. 1997年6月13日発売、ISBN 978-4-592-88265-7
  6. 1997年9月12日発売、ISBN 978-4-592-88266-4
  7. 1997年9月12日発売、ISBN 978-4-592-88267-1

- 成田美名子 『愛蔵版 CIPHER』 白泉社〈花とゆめコミックススペシャル〉、全7巻
  1. 2013年8月5日発売、ISBN 978-4-592-21701-5
  2. 2013年8月5日発売、ISBN 978-4-592-21702-2
  3. 2013年9月5日発売、ISBN 978-4-592-21703-9
  4. 2013年9月5日発売、ISBN 978-4-592-21704-6
  5. 2013年10月4日発売、ISBN 978-4-592-21705-3
  6. 2013年10月4日発売、ISBN 978-4-592-21706-0
  7. 2013年11月5日発売、ISBN 978-4-592-21707-7

## 本作のモチーフ

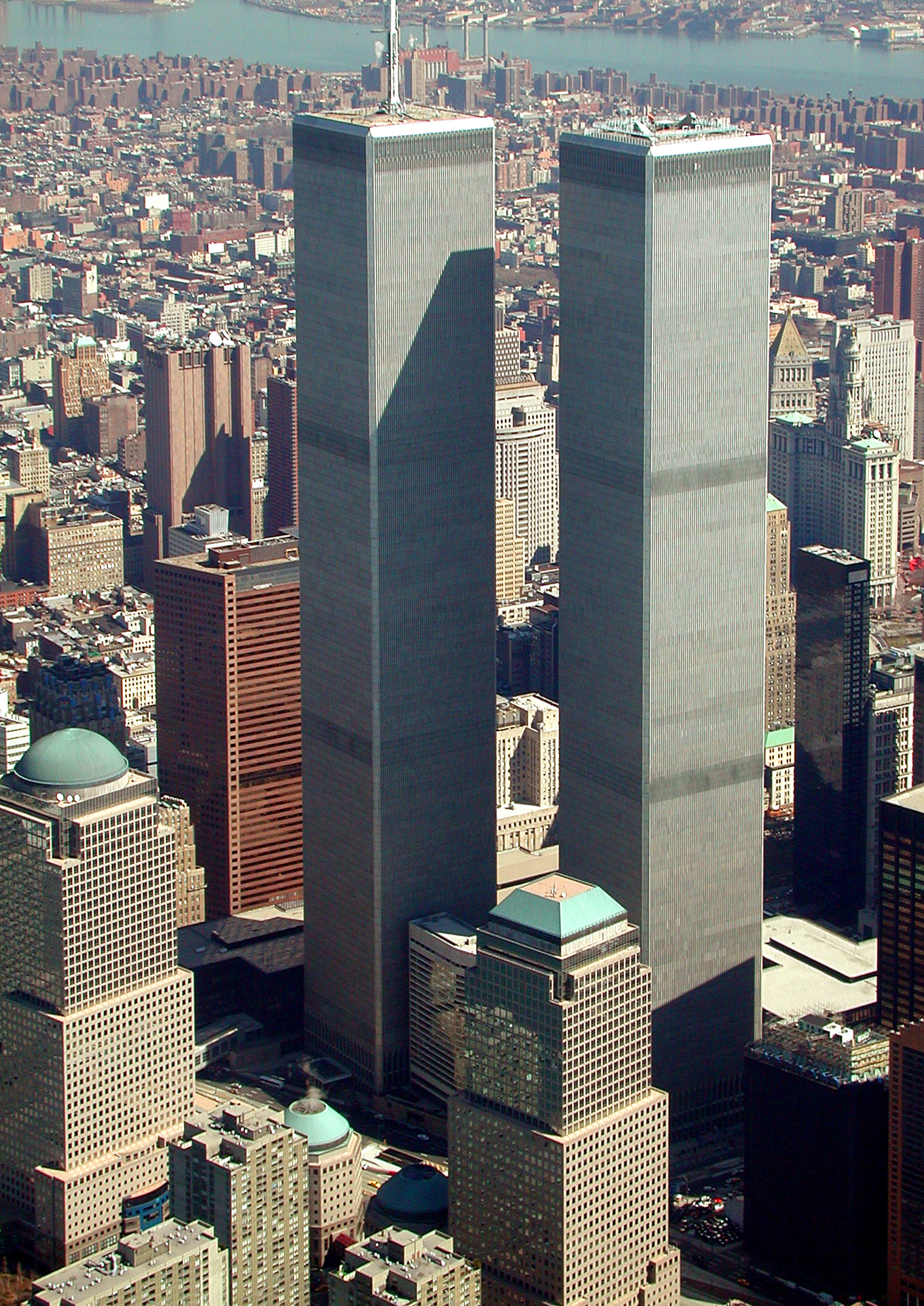
ツインタワー

本作はジョン・スタインベックの小説『エデンの東』及び、連載当時ニューヨークに存在したツインタワーを主要なモチーフとしている。前者については、1巻冒頭で『エデンの東』のモチーフである聖書創世記のカインとアベルのエピソード（第4章12節から15節）が用いられている他、作中で主人公たちがテレビドラマ版の『エデンの東』最終回を鑑賞して涙を流すシーン、ロイ・ラングがロサンゼルスで役作りの為に『エデンの東』のあとがきを読むシーンなどもある。また片親を亡くした兄弟がお互いに傷つけあい、家族が崩壊するという物語の基本プロットも『エデンの東』を踏襲している。本作の最終話のタイトル「Timshel」も『エデンの東』から引用されたもので、ロイ・ラングが自由の女神像を見ながら思い出すアニスの台詞は、「エデンの東」に登場する「中国人リー」の台詞に言及したものである。
一方、ツインタワーは主人公たちの想い出の場所として描かれており、物語の転換部では、昼夜様々なツインタワーのイラストが多く使われた。

## イメージアルバム
- 『CIPHER THE MUSIC』（ビクターエンタテインメント、1989年1月21日、VDR-20002）
作品に関連するイメージソングが収録されたミュージックアルバム

　　登場人物のイメージソング　アレクサンドラ・レヴァイン（I Don't Like）や　ハル（KAMIKAZE）を収録
- 1. 見つめてほしい / Phil Collins
  2. レッツ・ヒア・ボーイ / Deniece Williams
  3. フットルース / Kenny Loggins
  4. KAMIKAZE / トンプソン・ツインズ
  5. I Don't Like / MESCALINE DRIVE
  6. LIVING IN THE DARK / ARMY CALL UP TEST

## その他
- 第2巻128ページのコマに描かれた男の画像を勝手に引用して「MANHATTAN DREAM」と書かれたどてらが販売され、それが2008年1月に2ちゃんねる上で巻き起こったインターネットオークション虚偽事件に利用された製品であったために騒がれた。